# ジップ (カナダの航空会社)

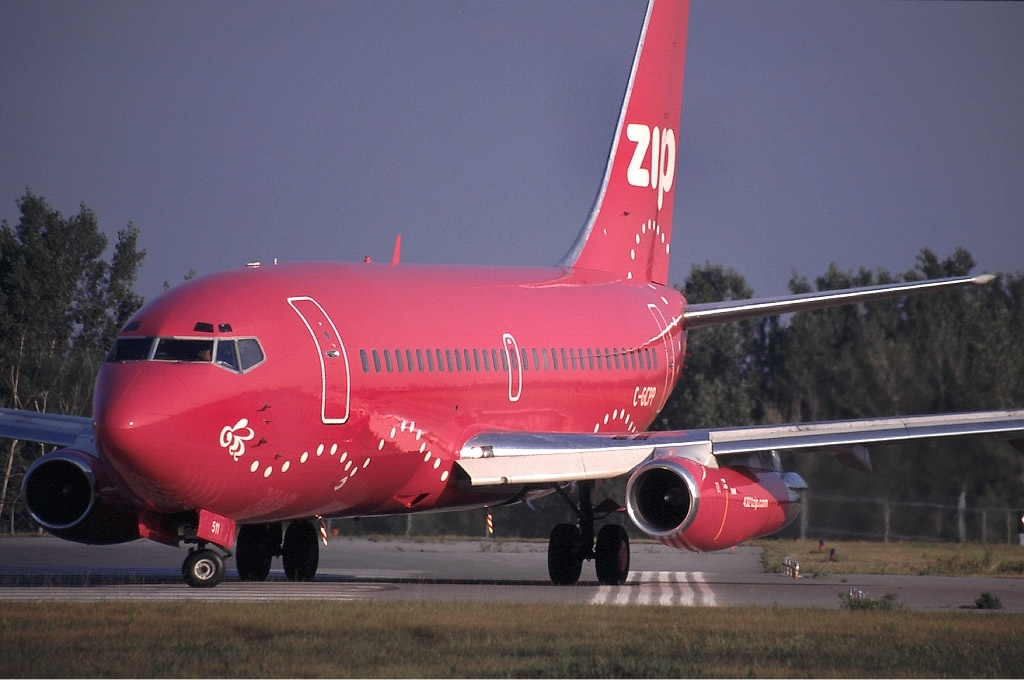
フクシャに塗られたジップのボーイング737-200。

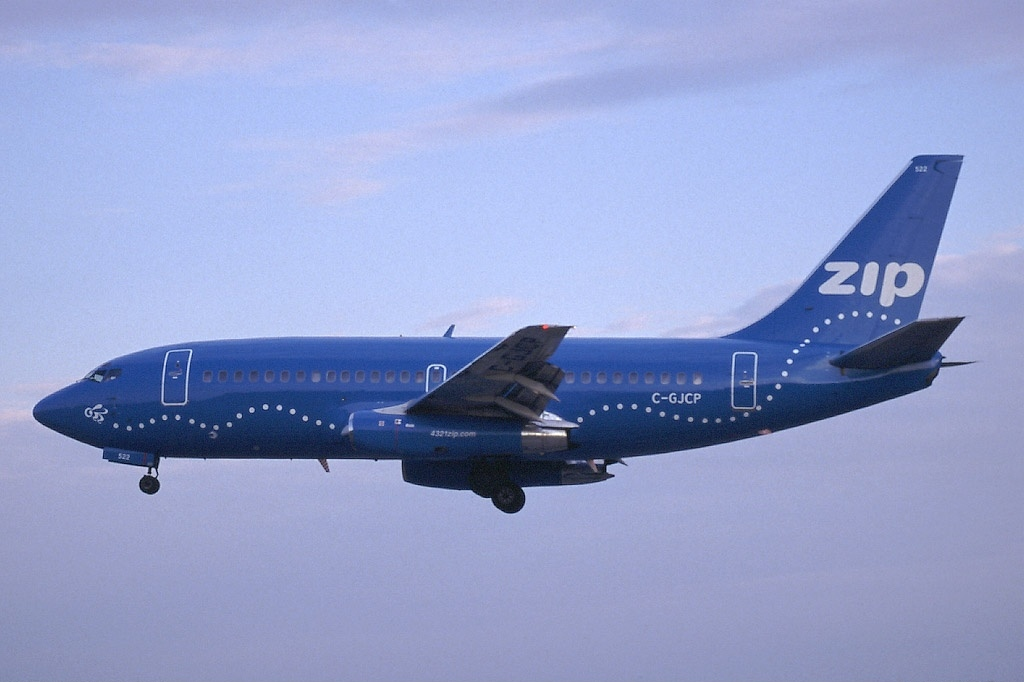
青に塗られたジップのボーイング737-200。

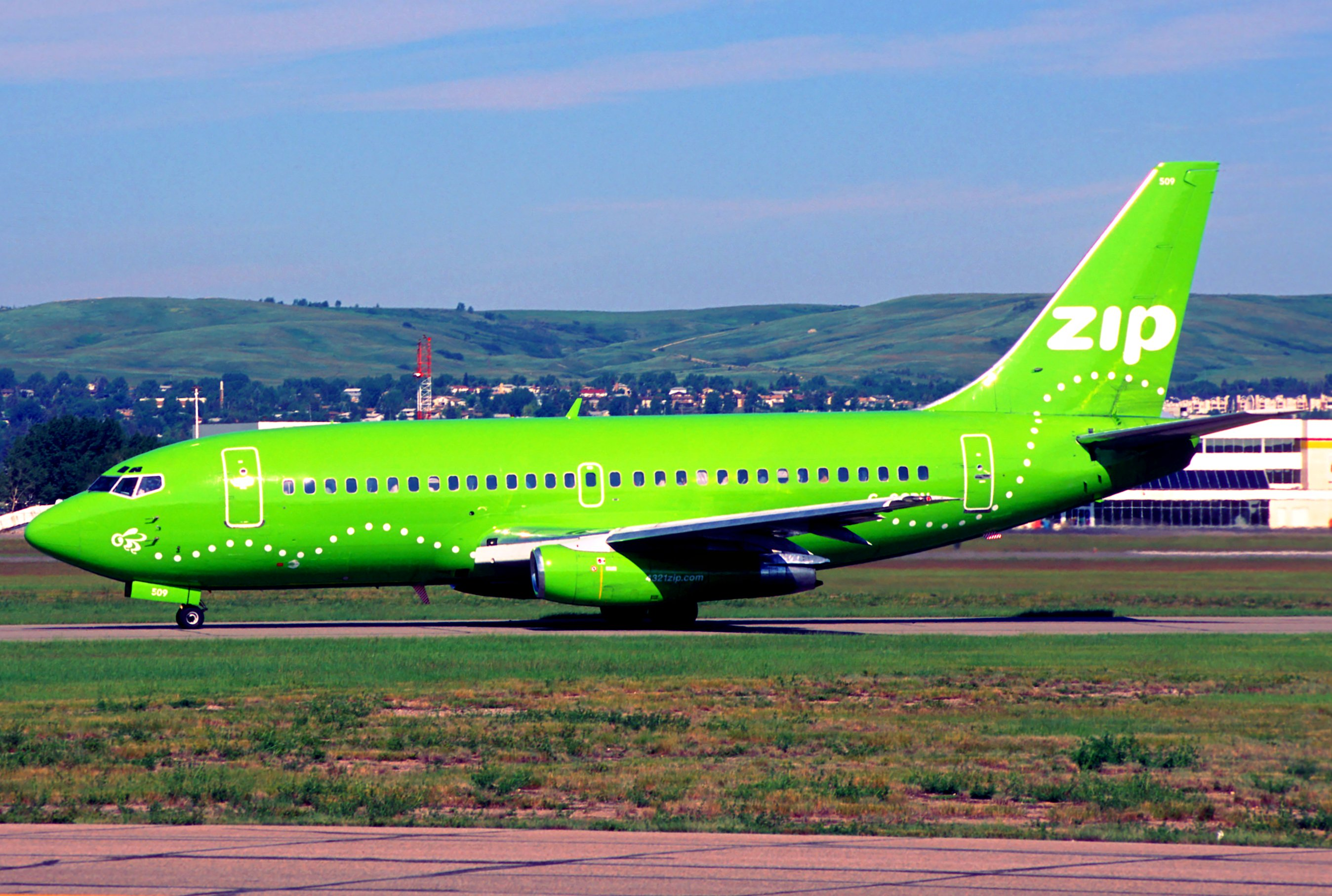
緑色に塗られたジップのボーイング737-200。

ジップ (Zip) は、アルバータ州カルガリーのカルガリー国際空港の格納庫101番に本部を置いていた、かつて存在したカナダの格安航空会社。この会社は、エア・カナダがノーフリルの子会社として、2002年9月に設立したものであった。12機のボーイング737を運航し、機材は、青、フクシャ（赤紫色）、緑色、オレンジ色など、明るいネオンのような色に塗られており、クラスを設けない均一サービスをおこなっていた。この子会社の経営は、かつてウエストジェット航空のCEOであったスティーヴ・スミス (Steve Smith) に委ねられていた。
カナダにおいて代表的な格安航空会社であるウエストジェット航空に、直接競争を挑んだジップは、カナダ西部の諸都市、アボッツフォード（アボッツフォード国際空港）、カルガリー（カルガリー国際空港）、エドモントン（エドモントン国際空港）、バンクーバー（バンクーバー国際空港）、サスカトゥーン（サスカトゥーン・ジョン・G・ディーフェンベーカー国際空港）、レジャイナ（レジャイナ国際空港）、ウィニペグ（ウィニペグ・ジェームス・アームストロング・リチャードソン国際空港）の間をつなぐ路線を運航していた。
ジップは、2004年9月に運航を停止し、代わってエア・カナダが西部各地の路線に就航するようになった。

## 機材
ジップは、ボーイング737-200だけを運航しており、いずれもエア・カナダから取得されたものであった。2004年にジップが運航停止となった際には、機材はいずれも退役となった。

## 就航地
2004年8月の時点で、ジップは、以下の各地に就航していた。
| 都市                                       | 空港                                                             | 注記             |
| ------------------------------------------ | ---------------------------------------------------------------- | ---------------- |
| カルガリー（アルバータ州）                 | カルガリー国際空港                                               | ハブ空港、本拠地 |
| エドモントン（アルバータ州）               | エドモントン国際空港                                             | ハブ空港         |
| モントリオール（ケベック州）               | モントリオール・ピエール・エリオット・トルドー国際空港           |                  |
| オタワ（オンタリオ州）                     | オタワ・マクドナルド・カルティエ国際空港                         |                  |
| レジャイナ（サスカチュワン州）             | レジャイナ国際空港                                               |                  |
| サスカトゥーン（サスカチュワン州）         | サスカトゥーン・ジョン・G・ディーフェンベーカー国際空港          |                  |
| バンクーバー（ブリティッシュコロンビア州） | バンクーバー国際空港                                             | ハブ空港         |
| ビクトリア（ブリティッシュコロンビア州）   | ビクトリア国際空港                                               |                  |
| ウィニペグ（マニトバ州）                   | ウィニペグ・ジェームス・アームストロング・リチャードソン国際空港 | ハブ空港         |